# Vlag van Zijderveld

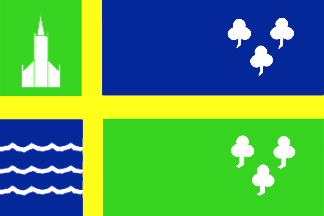
De vlag van Zijderveld

De vlag van Zijderveld werd in 1993 door het Nederlandse dorp Zijderveld in gebruik genomen. De vlag bestaat uit een geel Scandinavisch kruis en gedeeld in vier vlakken. Twee vlakken zijn groen en de andere twee blauw. De kleuren groen en blauw verwijst naar vrede en oorlog. Het Scandinavisch kruis verwijst naar de ligging van het dorp op twee wegen die elkaar kruisen. Ook staat het voor de Diefdijk. In het kanton is een witte kerk geplaatst. Deze verwijst naar de Hervormde kerk. In het derde vlak zijn drie golvende lijnen opgenomen die verwijzen naar de golven die tegen de Waterlinie slaan. Aan de rechterzijde zijn twee setjes van drie driebladige klaverbladen geplaatst in twee en een. De klaverbladen staan voor vruchtbaarheid, het water en de boomgaarden.
Abcoude
· Achterveld
· Austerlitz
· Haarzuilens
· Hoogland
· Hooglanderveen
· Lage Vuursche
· Meerkerk
· Vinkeveen
· Waverveen
· Zegveld
· Zijderveld
· Zuilen